# Trappola di Penning
La trappola di Penning è un dispositivo per l'immagazzinamento di particelle cariche che usano un campo magnetico statico omogeneo e un campo elettrico statico spazialmente disomogeneo. Questo tipo di trappola è particolarmente adatto per misurare con precisione le proprietà degli ioni e le particelle subatomiche stabili che hanno carica elettrica. Recentemente questa trappola è stata utilizzata nella realizzazione fisica del computer quantistico così come nel processo di informazione quantistica. La trappola di Penning è anche stata utilizzata nella realizzazione di ciò che è conosciuto come atomo geonio. Attualmente le trappole di Penning sono utilizzate in molti laboratori sparsi per il mondo. Per esempio al CERN esse sono usate per immagazzinare antiprotoni.

Una versione cilindrica della Trappola di Penniing, con estremità aperte per permettere ad un flusso di attraversarla

## Storia
Hans Georg Dehmelt che per primo realizzò la trappola di Penning, la chiamò così dal nome di F. M. Penning (1894–1953). Dehmelt prese ispirazione dal vuotometro costruito da Penning, dove una corrente che attraversa un tubo di scarica in un campo magnetico è proporzionale alla pressione. Nell'autobiografia H. Dehmelt si legge: 
(H. Dehmelt)
H. Dehmelt condivise il Premio Nobel per la fisica nel 1989 per lo sviluppo della tecnica della trappola di ioni.

## Principio di funzionamento

Principio di funzionamento della trappola di Penning: 1) campo elettrico costante (in blu); 2) quadrupolo (a: calotte, b: anello) 3) campo magnetico (in rosso) 4) generato dal magnete cilindrico (c) 5) la particella elettrica al centro (qui positiva e in rosso) è intrappolata in una camera a vuoto.

Le trappole di Penning usano un forte campo magnetico assiale omogeneo per confinare le particelle radialmente e un campo elettrico di quadrupolo per confinare le particelle in senso assiale. Il potenziale elettrostatico può essere generato utilizzando una serie di tre elettrodi: uno ad anello e due a calotta. In una trappola ideale di Penning l'anello e le calotte sono iperboloidi di rivoluzione. Per intrappolare gli ioni positivi (negativi), gli elettrodi delle calotte sono tenuti a un potenziale positivo (negativo) relativo all'anello. Questo potenziale produce un punto di sella nel centro della trappola, il quale intrappola gli ioni lungo la direzione assiale. Il campo elettrico fa sì che gli ioni oscillino (armonicamente nel caso di una trappola di Penning ideale) lungo l'asse della trappola. Il campo magnetico in combinazione con il campo elettrico permette alle particelle di muoversi nel piano radiale con un movimento che traccia un epitrocoide.
Il moto orbitale di ioni nel piano radiale è composto da due modi a frequenze che sono dette magnetronica {\displaystyle \omega _{-}} e ciclotronica modificata {\displaystyle \omega _{+}}. Questi movimenti sono simili rispettivamente all'epiciclo e deferente del modello tolemaico del sistema solare.

Una traiettoria classica nel piano radiale per

La somma di queste due frequenze è la frequenza ciclotronica, la quale dipende soltanto dal rapporto tra la carica elettrica e la massa e dall'intensità del campo magnetico. Questa frequenza può essere misurata molto accuratamente ed essere utilizzata per misurare le masse di particelle cariche. Molte delle misurazioni ad altissima precisione delle masse (dell'elettrone, protone, 2H, 20Ne e del 28Si) provengono dalle trappole di Penning.
Il raffreddamento a gas tampone, il raffreddamento resistivo e il raffreddamento laser sono tecniche che permettono di rimuovere l'energia dagli ioni in una trappola di Penning.

Il raffreddamento a gas tampone si basa sulle collisioni tra gli ioni e le molecole del gas neutro che porta l'energia degli ioni più vicina all'energia delle molecole del gas.

Nel raffreddamento resistivo, alle cariche immagine che si muovono tra gli elettrodi viene fatto compiere un lavoro attraverso un resistore esterno, rimuovendo così energia dagli ioni.
Il raffreddamento laser può essere usato per rimuovere l'energia da alcuni tipi di ioni nelle trappole di Penning. Questa tecnica richiede ioni con un'appropriata struttura elettronica, come ad esempio quella dei metalli alcalini.

Il raffreddamento radiativo è il processo mediante il quale gli ioni perdono energia creando onde elettromagnetiche in virtù della loro accelerazione nel campo magnetico. Questo processo è dominante nel raffreddamento degli elettroni nelle trappole di Penning, ma è molto piccolo e di solito trascurabile per le particelle più pesanti.
Utilizzando la trappola di Penning si possono avere vantaggi rispetto alla trappola a radiofrequenza (trappola di Paul). In primo luogo, nella trappola di Penning sono applicati solo campi statici e quindi non vi è micro-movimento e il conseguente riscaldamento degli ioni a causa dei campi dinamici. Inoltre, la trappola Penning può essere fatta più grande, pur mantenendo un forte potere di cattura. Gli ioni intrappolati possono quindi essere tenuti lontani dalle superfici dell'elettrodo. L'interazione con il potenziale sulle superfici dell'elettrodo può essere responsabile del riscaldamento e degli effetti di decoerenza e questi effetti agiscono con una funzione esponenzialmente elevata dell'inverso della distanza tra lo ione e l'elettrodo.

## Spettrometria di massa a trasformata di Fourier
La spettrometria di massa a risonanza ciclotronica di ioni a trasformata di Fourier (più nota come spettrometria di massa a trasformata di Fourier) è un tipo di spettrometria di massa utilizzata per determinare il rapporto massa-carica (m/z) di ioni in base alla frequenza ciclotronica degli ioni in un campo magnetico fisso. Gli ioni sono intrappolati in una trappola di Penning dove sono eccitati a muoversi in un raggio ciclotronico più grande da un campo elettrico oscillante perpendicolare al campo magnetico. L'eccitazione fa anche sì che gli ioni si muovano in fase tra loro (in un pacchetto). Il segnale è rilevato come corrente di immagine su una coppia di placche presso cui il pacchetto di ioni transita mentre sono nel ciclotrone. Il segnale che ne risulta è chiamato decadimento libero dell'induzione, transiente o interferogramma, costituito da una sovrapposizione di onde sinusoidali. Il segnale utile viene estratto dai dati eseguendo una trasformata di Fourier che produce uno spettro di massa.
Ioni singoli possono essere studiati in una trappola di Penning mantenuta a una temperatura di 4 gradi K. Per questo l'elettrodo ad anello è segmentato mentre gli elettrodi opposti sono collegati a una bobina superconduttrice, e alla sorgente e al gate di un transistor a effetto di campo. La bobina e le capacità parassite del circuito formano un circuito LC con una Q di circa 50.000. Il circuito LC viene eccitato da un impulso elettrico esterno. Gli elettrodi segmentati accoppiano il moto del singolo elettrone al circuito LC. Così l'energia nel circuito LC in risonanza con lo ione lentamente oscilla tra i molti elettroni (10000) nel gate del transistor a effetto di campo e il singolo elettrone. Questo può essere rilevato nel segnale con lo smorzamento del transistor ad effetto di campo.